# Masaichi Kaneda
Masaichi Kaneda (Heiwa, 1º agosto 1933 – Tokyo, 6 ottobre 2019) è stato un giocatore di baseball e allenatore di baseball giapponese.
Il 21 agosto 1957 ha lanciato il quarto perfect game nella storia del baseball professionistico giapponese.
È il detentore del record assoluto di vittorie in carriera nella Nippon Professional Baseball (NPB) con 400.

## Statistiche
| Stagione             | Squadra              | G   | GS  | CG  | SHO | W   | L   | SV | HLD | PCT  | BF    | IP     | H    | HR  | BB   | IBB | HB | SO   | WP | BK | R    | ER   | ERA  | WHIP |
| -------------------- | -------------------- | --- | --- | --- | --- | --- | --- | -- | --- | ---- | ----- | ------ | ---- | --- | ---- | --- | -- | ---- | -- | -- | ---- | ---- | ---- | ---- |
| 1950                 | Kokutetsu Swallows   | 30  | 20  | 9   | 1   | 8   | 12  | -- | --  | .400 | 727   | 164.2  | 132  | 12  | 127  | --  | 1  | 143  | 1  | 3  | 93   | 72   | 3.94 | 1.57 |
| 1951                 | Kokutetsu Swallows   | 56  | 44  | 25  | 4   | 22  | 21  | -- | --  | .512 | 1488  | 350.0  | 257  | 22  | 190  | --  | 8  | 233  | 3  | 3  | 159  | 110  | 2.83 | 1.28 |
| 1952                 | Kokutetsu Swallows   | 64  | 41  | 23  | 7   | 24  | 25  | -- | --  | .490 | 1527  | 358.0  | 280  | 17  | 197  | --  | 10 | 269  | 8  | 2  | 149  | 126  | 3.17 | 1.33 |
| 1953                 | Kokutetsu Swallows   | 47  | 33  | 24  | 6   | 23  | 13  | -- | --  | .639 | 1233  | 303.2  | 222  | 10  | 135  | --  | 8  | 229  | 1  | 0  | 90   | 80   | 2.37 | 1.18 |
| 1954                 | Kokutetsu Swallows   | 53  | 39  | 28  | 2   | 23  | 23  | -- | --  | .500 | 1435  | 345.2  | 290  | 19  | 114  | --  | 6  | 269  | 2  | 1  | 128  | 101  | 2.63 | 1.17 |
| 1955                 | Kokutetsu Swallows   | 62  | 37  | 34  | 9   | 29  | 20  | -- | --  | .592 | 1565  | 400.0  | 279  | 19  | 101  | 2   | 8  | 350  | 2  | 1  | 91   | 79   | 1.78 | 0.95 |
| 1956                 | Kokutetsu Swallows   | 68  | 29  | 24  | 5   | 25  | 20  | -- | --  | .556 | 1393  | 367.1  | 222  | 20  | 81   | 3   | 2  | 316  | 5  | 0  | 86   | 71   | 1.74 | 0.82 |
| 1957                 | Kokutetsu Swallows   | 61  | 35  | 25  | 5   | 28  | 16  | -- | --  | .636 | 1378  | 353.0  | 256  | 17  | 93   | 9   | 2  | 306  | 1  | 0  | 88   | 64   | 1.63 | 0.99 |
| 1958                 | Kokutetsu Swallows   | 56  | 31  | 22  | 11  | 31  | 14  | -- | --  | .689 | 1252  | 332.1  | 216  | 16  | 60   | 4   | 3  | 311  | 4  | 0  | 63   | 48   | 1.30 | 0.83 |
| 1959                 | Kokutetsu Swallows   | 58  | 25  | 14  | 4   | 21  | 19  | -- | --  | .525 | 1187  | 304.1  | 222  | 26  | 79   | 5   | 3  | 313  | 0  | 0  | 96   | 86   | 2.54 | 0.99 |
| 1960                 | Kokutetsu Swallows   | 57  | 31  | 22  | 4   | 20  | 22  | -- | --  | .476 | 1253  | 320.1  | 238  | 27  | 94   | 16  | 1  | 284  | 3  | 1  | 97   | 92   | 2.58 | 1.04 |
| 1961                 | Kokutetsu Swallows   | 57  | 32  | 23  | 6   | 20  | 16  | -- | --  | .556 | 1292  | 330.1  | 257  | 27  | 81   | 9   | 2  | 262  | 3  | 0  | 88   | 78   | 2.13 | 1.02 |
| 1962                 | Kokutetsu Swallows   | 48  | 30  | 24  | 1   | 22  | 17  | -- | --  | .564 | 1342  | 343.1  | 265  | 25  | 80   | 10  | 8  | 262  | 5  | 0  | 78   | 66   | 1.73 | 1.00 |
| 1963                 | Kokutetsu Swallows   | 53  | 30  | 25  | 9   | 30  | 17  | -- | --  | .638 | 1308  | 337.0  | 234  | 20  | 83   | 4   | 1  | 287  | 2  | 0  | 83   | 74   | 1.98 | 0.94 |
| 1964                 | Kokutetsu Swallows   | 44  | 31  | 22  | 4   | 27  | 12  | -- | --  | .692 | 1221  | 310.0  | 250  | 36  | 69   | 5   | 3  | 231  | 3  | 0  | 100  | 96   | 2.79 | 1.03 |
| 1965                 | Yomiuri Giants       | 28  | 17  | 9   | 3   | 11  | 6   | -- | --  | .647 | 542   | 141.2  | 95   | 12  | 36   | 4   | 0  | 100  | 1  | 0  | 38   | 29   | 1.84 | 0.92 |
| 1966                 | Yomiuri Giants       | 19  | 12  | 1   | 0   | 4   | 6   | -- | --  | .400 | 341   | 84.1   | 72   | 12  | 25   | 3   | 3  | 58   | 2  | 0  | 36   | 32   | 3.42 | 1.15 |
| 1967                 | Yomiuri Giants       | 33  | 22  | 6   | 1   | 16  | 5   | -- | --  | .762 | 698   | 170.0  | 146  | 13  | 57   | 7   | 3  | 132  | 3  | 0  | 47   | 43   | 2.28 | 1.19 |
| 1968                 | Yomiuri Giants       | 32  | 19  | 4   | 0   | 11  | 10  | -- | --  | .524 | 585   | 138.1  | 122  | 21  | 71   | 3   | 0  | 87   | 3  | 0  | 57   | 53   | 3.45 | 1.40 |
| 1969                 | Yomiuri Giants       | 18  | 11  | 1   | 0   | 5   | 4   | -- | --  | .556 | 311   | 72.1   | 65   | 8   | 35   | 1   | 0  | 48   | 3  | 0  | 39   | 34   | 4.23 | 1.38 |
| Statistiche：20 anni | Statistiche：20 anni | 944 | 569 | 365 | 82  | 400 | 298 | -- | --  | .573 | 22078 | 5526.2 | 4120 | 379 | 1808 | 85  | 72 | 4490 | 55 | 11 | 1706 | 1434 | 2.34 | 1.07 |

Grassetto: Migliore Stagione della Central League, Grassetto rosso: Migliore NPB